# Загерер, Алексей
Алексей Загерер (4 августа 1944 года в Платлинге, настоящее имя Рудольф Фридрих Загерер) — немецкий театральный режиссер, писатель, актёр и медиа-художник. В 1969 году основал Театр ProT в Мюнхене.

## Биография
Загере вырос в Платлинге, Нижняя Бавария. Выбор его сценического имени следует рассматривать как шаг к независимости от своего отца Рудольфа Максимилиана Сагерера, от которого он время от времени испытывал насилие в детстве. В июле 1963 года Сагерер бросил школу в Деггендорфе, после чего остался в Лондоне и Париже. В это время он решил посвятить свое будущее не только писательству, но и театру и кинопроизводству.
С 1966 года посещал драматическую школу Зербони, но прервал обучение. Свой первый опыт в фильме он получил во время стажировки в Арри, где, помимо прочего, научился резке. Вернувшись в Мюнхен, он впервые появился в качестве актера в 1968 году в пьесе « Alteraction» в Мюнхенском Доме искусств. Позже он несколько раз выступал в Театре Бюхнера. Именно там в 1967 году Сагерер дебютировал в постановке «Обломова» по роману Ивана Александровича Гончарова . Два года спустя он основал proT.
В 1971 году ему предъявили обвинение и признали виновным в изнасиловании актрисы. Он был женат с 1978 по 1997 год, имел двоих детей. В 2007 году от отношений с журналисткой родился сын.

## Карьера
27 ноября 1969 года постановка открылась пьесами Tödliche Liebe или Eine zu viel und Gschaegn is gschaegn . Sagerer также активно работал в сфере видеоарта. В 1969 году были реализованы его первые два кинопроекта — « Преступление» и « Романс». В 1973 году его преимущественно документальный фильм Aumühle был показан в кинотеатрах.
В 1987 году на « Документе 8» в Касселе Сагерер среди прочего показал инсталляцию « Целующиеся телевизоры», в которой опасность СМИ тематизирована через сталкивающиеся телевизоры.
Загерер регулярно оскорблял город Мюнхен. Свобода передвижения, как в чистой порнографии (2006) или политических аллюзий, как и в Министерстве Тарзана Пропаганды (2003) привело к дискуссии о его финансовой поддержке до 2000 — х годов.
В работах Загерера на первый план выходит само тело. Он известен постановкой часовых представлений, например, в « … и завтра во всем мире» (1997), 28-часового представления, в котором он был заперт в кубе с тринадцатью исполнителями и семью овцами.
Загерер черпает материал из многих источников, включая газетные статьи (Aumühle), народные сказки (The Nibelung в VierVideoTurm), поп-музыку и баварскую культуру (Gschaeng is gschaeng). Часто есть определенные политические намеки, например, на нацистскую диктатуру, как в его концепции съемок для семи немецких сторон света.
В 2016 году Загерер снялся в фильме «Люби меня! Повтори меня! друг умирает».

## Награды
- Премия Эрнста Хоферихтера 1988 г.
- 1997 Театральная премия города Мюнхена как первый артист независимой сцены

## Постановки
1. Смертельная любовь или слишком много , Comics I. (1969)
2. Gschaegn — это gschaegn, диалектный комикс . (1969)
3. Криминал, фильм о кино. (1969)
4. Убийственный, бесконечный театр. (1969)
5. Аумюле, фильм. (1973)
6. Watt’n (карточная игра) oda Ois bren’ma nida , Comics IV. (1974)
7. Тигр Эшнапур, производственная серия. (1977—1982)
8. Целующиеся телевизоры, инсталляция. (1983)
9. о, о, может преданность … архетип. (1987)
10. di dawisch I fei scho no, скульптура речи. (1988)
11. День выплаты страха: сегодня . (1990)
12. Нибелунги в VierVideoTurm , Nibelungen & Germany Project (I-1). (1992)
13. 7 немецких сторон света, видео. (1995)
14. … а завтра весь мир 28-часовая театральная экспедиция. (1997)
15. Величайший фильм всех времен, живое кино. (1997ff)
16. Чистое питье — поиск Бога, программа белое — опьянение и шум. (2008)
17. Белое мясо, программа белое — изменение и деформация. (2012)
18. Один бог Одна женщина Один доллар, мусорные комиксы. После Ральфа Хаммерталера. (2013)
19. Люби меня! Повтори меня !, перформанс. (2016)